# Comic-Salon Erlangen

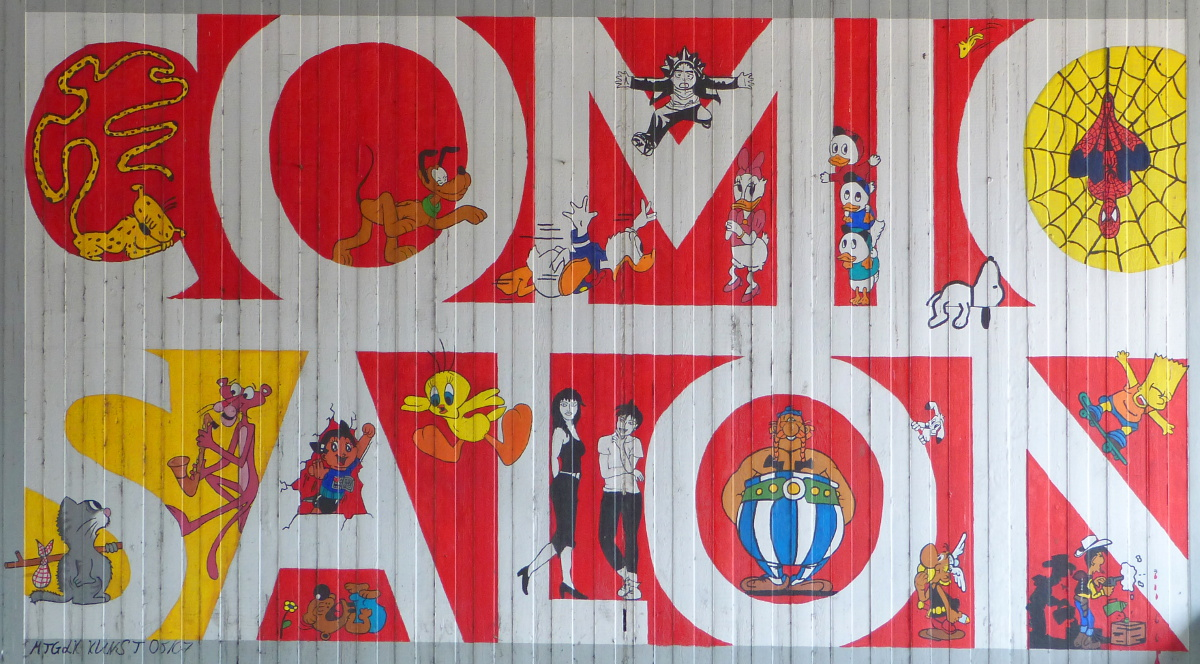
Um Comicfiguren ergänztes Logo des Comic-Salons als Graffiti unter einer Straßenüberführung an der Äußeren Brucker Straße in Erlangen

Der Internationale Comic-Salon Erlangen (kurz teils CSE) ist eine seit 1984 zweijährlich stattfindende Veranstaltung und mit über 25.000 Besuchern das bedeutendste Comic-Festival im deutschsprachigen Raum und wird auch als „Erlanger Comic-Biennale“ bezeichnet. Veranstalter ist das Kulturamt der Stadt Erlangen (Abteilung Festivals und Programme), Festivalleiter ist Bodo Birk. Der Comic-Salon findet immer über vier Tage am Fronleichnamswochenende (d. h. in den Pfingstferien in Bayern) und im Wechsel mit dem Comicfestival München statt.
Der 21. Comic-Salon fand vom 30. Mai bis zum 2. Juni 2024 statt. Die 22. Veranstaltung wurde für den Zeitraum vom 4. Juni bis zum 7. Juni 2026 terminiert.

## Geschichte
Die Idee zur Einrichtung des Comic-Salons kam von den Comic-Schaffenden und ICOM-Mitgliedern Achim Schnurrer, Riccardo Rinaldi, Ingo Stein, Burkhard Ihme, Hansi Kiefersauer, Horst Berner, Eckart Sackmann, Hartmut Becker, André Roche und Gerd Zimmer und wurde dem Kulturamt der Stadt Erlangen zur Umsetzung vorgeschlagen. Der erste Comic-Salon wurde daraufhin im Sommer 1984 durchgeführt. Der Erlanger Comic-Salon trug zum Bekanntwerden der Graphic Novel bei.
Im Zentrum des 17. Comic-Salons im Mai 2016 stand die Lage von Comic- und Satire-Künstlern in der Türkei. In mehreren Ausstellungen und Podiumsdiskussionen ging es darüber hinaus um die Auseinandersetzung der Zeichner mit den Themen Flucht und Asyl. Als Hauptausstellung in der Heinrich-Lades-Halle stand der japanische Manga-Zeichner Jiro Taniguchi im Blickpunkt.
2020 sollte der Salon vom 11. bis 14. Juni stattfinden, wurde aber am 8. April wegen der unsicheren Lage im Rahmen der COVID-19-Pandemie in der üblichen Form abgesagt. Stattdessen fand der 19. Comic-Salon digital statt, in dessen Rahmen auch der Max-und-Moritz-Preis vergeben wurde.

## Programm

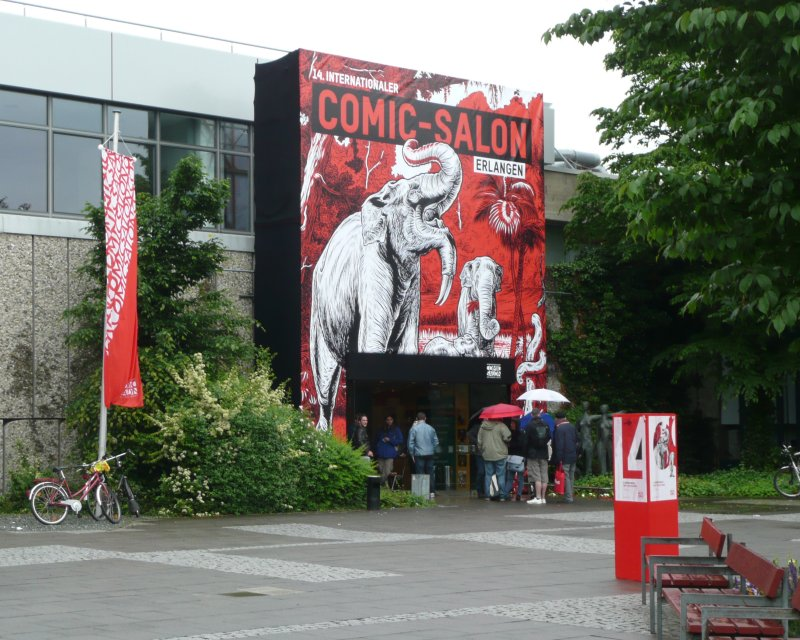
Eingang zur Heinrich-Lades-Halle (14. Comic-Salon, 2010)

Das Kernstück ist die Comicmesse mit Ständen vieler deutscher Comicverlage und Comichändler. Bis einschließlich 2016 fand diese in der Heinrich-Lades-Halle, dem Kongresszentrum der Stadt Erlangen, statt. 2018 wurde die Messe, weil die Heinrich-Lades-Halle wegen Sanierungsarbeiten nicht zur Verfügung stand, in Messezelten in der Innenstadt durchgeführt. Wegen des großen Erfolgs wurde dieses Format anschließend beibehalten.
Ergänzt wird die Messe von Ausstellungen, die an diversen Standorten der Erlanger Innenstadt verteilt sind, darunter die Einkaufspassage Erlangen Arcaden (dort u. a. Präsentation der Duckomenta im Jahr 2010). Das Comic-Podium im Rathaus bietet Vorträge und Diskussionsrunden. Jeweils am Samstag findet für Hefte- und Albensammler eine Comicbörse statt. Zum Begleitprogramm zählt auch ein Comic-Film-Fest, das – bisweilen auch als Previews – Trickfilme sowie Realfilme nach Comicvorlage zeigt.
Der Erlanger Comic-Salon kann immer wieder mit vielen einheimischen und internationalen Comic-Künstlern für Signierstunden aufwarten. Zu Gast waren bisher u. a. Moebius, Milo Manara, Jacques Tardi, Albert Uderzo, Morris, Gosho Aoyama, Don Rosa, Art Spiegelman, Don Lawrence, Jim Lee, HR Giger, Hansrudi Wäscher, Ralf König, Klaus Cornfield, Isabel Kreitz, Wendy Pini, Olivia Vieweg, Sarah Burrini und Flix.
Höhepunkt des Salons ist die Max-und-Moritz-Gala im Markgrafentheater. In ihrem Rahmen wird der Max-und-Moritz-Preis verliehen, die wichtigste deutsche Comic-Auszeichnung. Bis 2010 fand die Gala am Samstagabend statt, seit 2012 wird der Preis bereits am Freitagabend vergeben, um den ausgezeichneten Künstlern einen Tag mehr Aufmerksamkeit von Presse und Publikum zu geben. In Salon-Jahren vergibt auch der ICOM seinen jährlichen ICOM Independent Comic Preis in Erlangen.
Zusätzlich findet auf dem Comic-Salon eine Ausstellung des jährlich durchgeführten Deutsch-Französischen Comiczeichner-Seminars statt. Dort präsentieren die Teilnehmer des Seminars, das in Salon-Jahren unmittelbar vor der Veranstaltung stattfindet, ihre Arbeiten der jeweils letzten beiden Jahre.